# Aeropuerto de Villa Gesell
El Aeropuerto de Villa Gesell (FAA: GES - IATA: VLG - OACI: SAZV), es un aeropuerto que se encuentra a 7 km al oeste del centro de la ciudad argentina de Villa Gesell, en la provincia de Buenos Aires. 
El aeropuerto tiene su actividad pico durante los meses de verano con vuelos privados y oficiales, además de ser base operativa de medios aéreos del Plan Nacional de Manejo del Fuego. En la actualidad no existen vuelos comerciales. 
Se ubica sobre el Camino Provincial 039-03 a 2.5 km desde la intersección rotonda con la Ruta Provincial 11, su código postal es B7165 y sus coordenadas son latitud 37° 14' 04" S y longitud 57° 01' 17" O.

## Historia
A partir del mes de diciembre del año 1975, empezó a operar comercialmente la empresa Aerolíneas Argentinas con sus aviones Fokker F28, máquinas que fueron reemplazadas con Boeing 737-200, hasta que el aeropuerto cambió de categoría, siendo entonces no apto para operar con estas aeronaves. A partir de ese momento, Aerolíneas Argentinas voló a Villa Gesell utilizando Jetstream 32 a través de su filial extinta Aerolíneas Express.
Otras empresas que cubrieron la ruta AEP-VLG-AEP fueron: Dinar (Boeing 737), LAPA (Saab 340 y Boeing 737), Southern Winds (DHC-8 y CRJ-200) y LAER (BAe-3201 y ATR-42). Sol Líneas Aéreas, con sus aeronaves de medio porte Saab 340, supo operar vuelos a las ciudades de Buenos Aires y Rosario sólo en los meses de verano.
Avianca Argentina anunció a fines de 2017 que planeaba incluir a Villa Gesell entre sus destinos; sin embargo, meses después desistió de la idea.

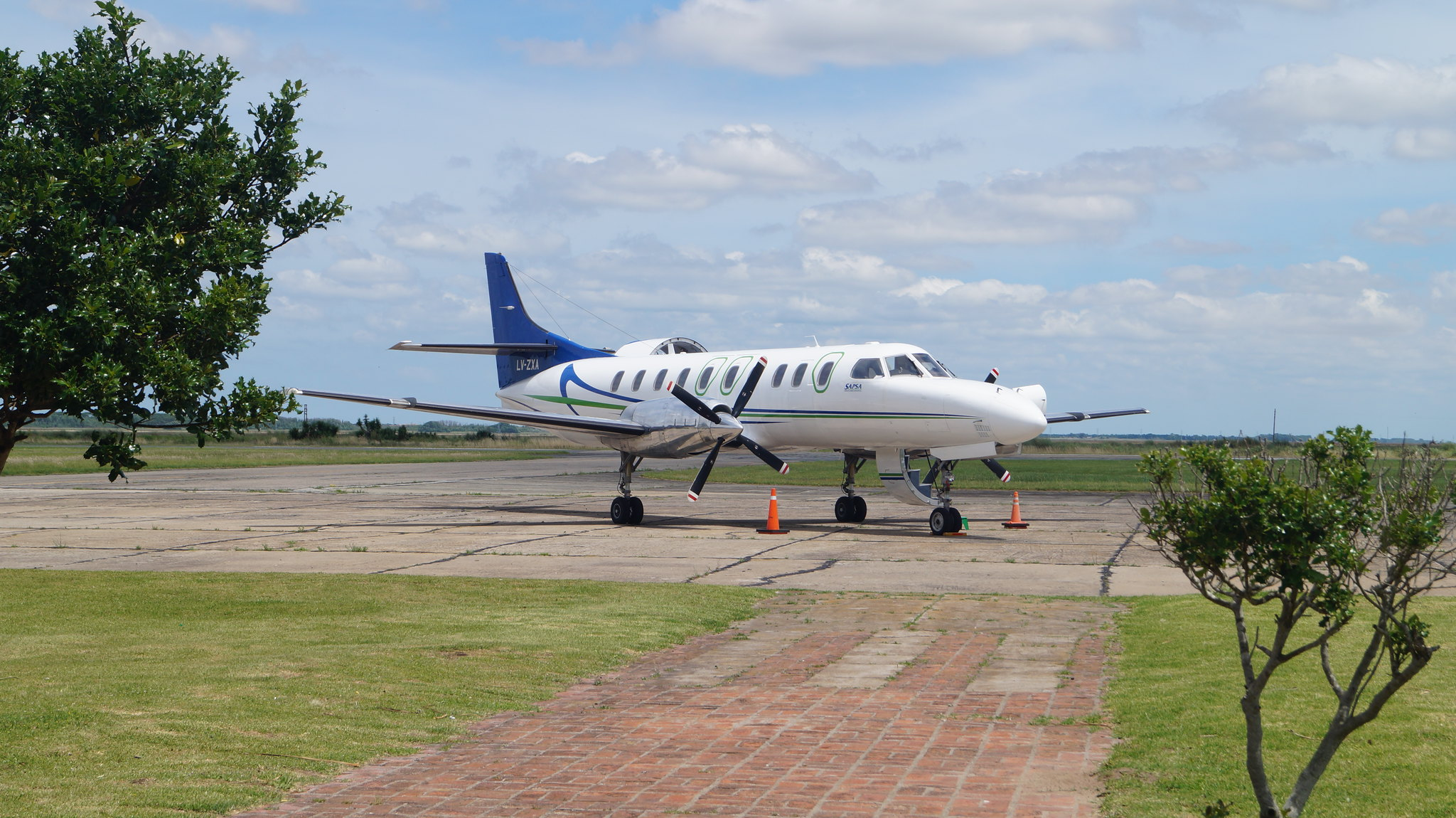
Avión de SAPSA en Villa Gesell durante sus vuelos de temporada.

El 30 de diciembre de 2018, arriba el primer vuelo estacional de SAPSA Líneas Aéreas desde el Aeropuerto de San Fernando en Buenos Aires. Los mismos se realizaban en aeronaves Metroliner 23 de 19 asientos, con frecuencias los días viernes y domingos; y se realizaron hasta finales de febrero de 2019.
El 27 de diciembre de 2022 inician los vuelos de temporada de LADE desde la  Ciudad de Buenos Aires con escala en Villa Gesell y continuación hacia la ciudad balnearia de Miramar; que duraron hasta finales de febrero de 2023. Los mismos eran con aeronaves DHC-6-200 Twin Otter de 10 asientos y se realizaban dos frecuencias semanales los días lunes y jueves.
En 2021 el gobierno nacional a cargo de Alberto Fernández comenzó la licitación para la construcción, de una nueva estación para pasajeros de 1.500 m² aproximadamente y una ampliación de la pista , con el objetivo de ser uno los pocos destinos turísticos de la costa en contar con vuelos de grandes empresas como Aerolíneas Argentinas.

## Infraestructura

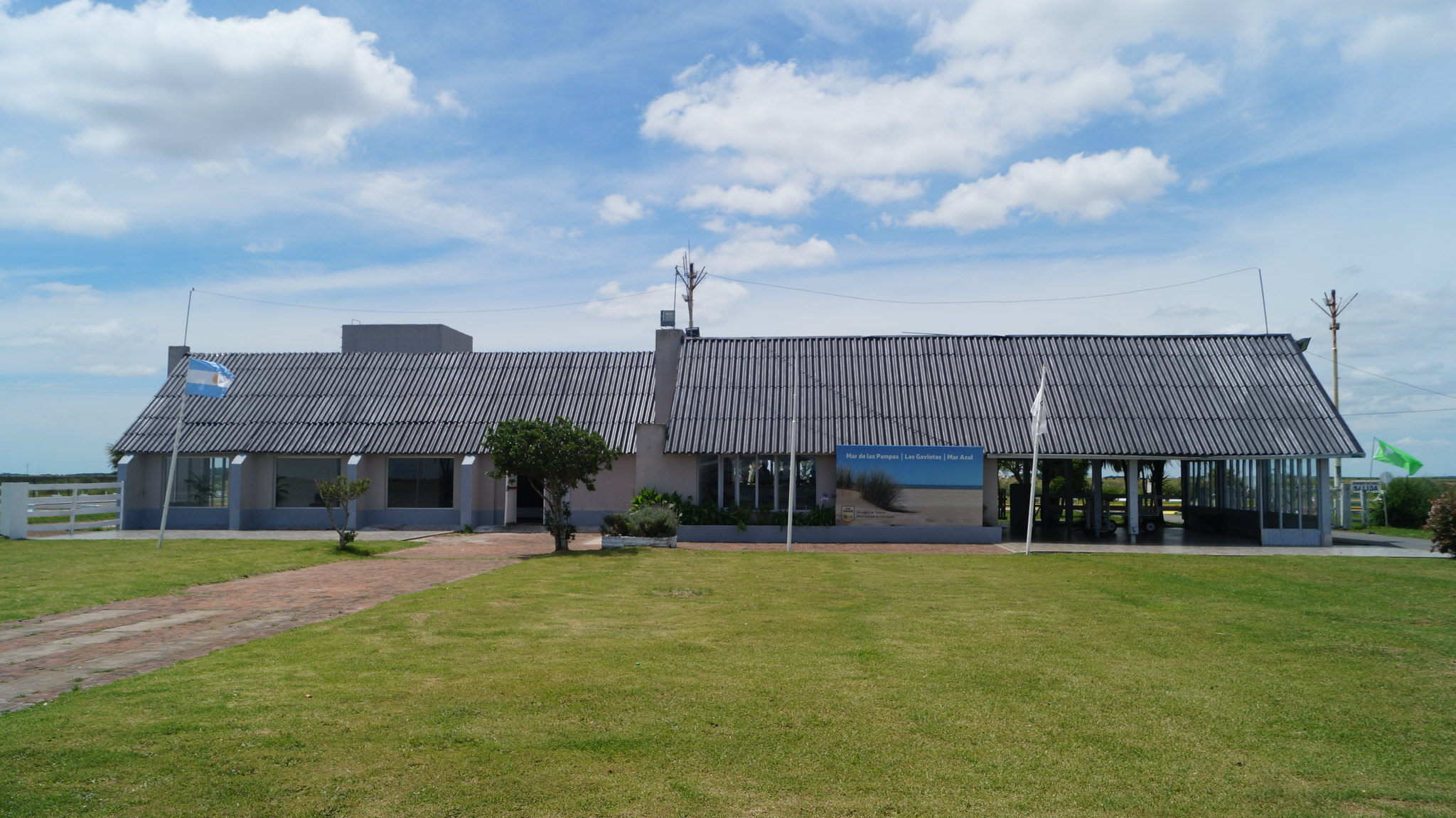
Vista de la terminal de pasajeros desde la plataforma.

El aeropuerto ocupa unas 56 ha, posee una pista de asfalto de 1.820 metros de longitud por 30 metros de ancho, calles de rodajes de 23 metros de ancho y una plataforma de 40x61 metros. La terminal de pasajeros es de 300 m² en un único nivel.

## Destinos y Aerolíneas
A enero de 2025 no existen vuelos comerciales.

### Aerolíneas que cesaron operación

#### Aerolíneas Operativas
- Aerolíneas Argentinas (Buenos Aires-Aeroparque)
- SAPSA (Buenos Aires-San Fernando)
- LADE (Buenos Aires-Aeroparque, Miramar)

#### Aerolíneas Extintas
- Sol Líneas Aéreas (Buenos Aires-Aeroparque, Rosario)
- Aerolíneas Express (Buenos Aires-Aeroparque)
- Dinar (Buenos Aires-Aeroparque)
- LAPA (Buenos Aires-Aeroparque)
- Southern Winds (Buenos Aires-Aeroparque)

## Accidentes

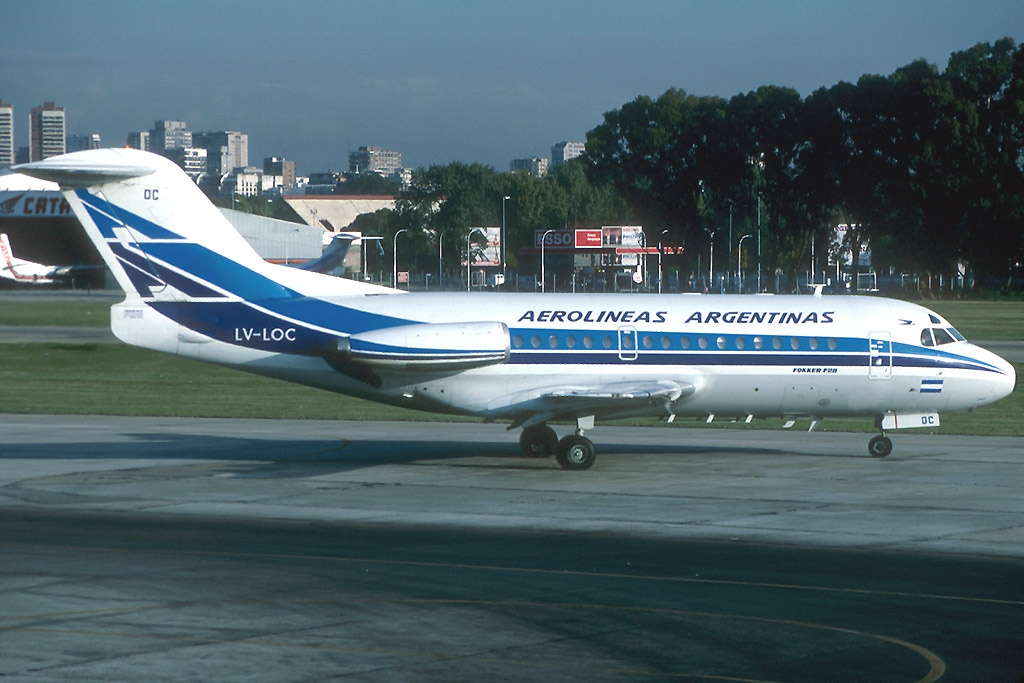
Aeronave similar a la siniestrada.

El 5 de enero de 1990, se despista e incendia el avión Fokker F-28-4000 matrícula LV-MZD de Aerolíneas Argentinas al momento de aterrizar realizando un vuelo regular desde el Aeroparque de Buenos Aires con 90 ocupantes a bordo.
Se reconstruyó que la aeronave aborta una primer aproximación al aeropuerto, debido a las difíciles condiciones climáticas, la tripulación a posterior realizó un circuito y decidieron aterrizar por la pista contraria. El F-28 aterrizo con exceso de velocidad sobre la pista mojada, no logrando frenar dentro de la misma y atravesando 90 metros de terreno lodoso circundante. El tren de nariz, tren principal derecho y ala derecha se partieron al contacto con el terreno irregular provocando que la aeronave comenzara a incendiarse y se perdiera en su totalidad. Todos los ocupantes pudieron evacuar a tiempo la aeronave siniestrada y no se reportaron víctimas fatales.
La investigación oficial arrojo las siguientes causas al accidente: Exceder los límites de la pista en el aterrizaje, lo que provoca la destrucción y posterior incendio de aeronave, debido a un inadecuado uso de los mandos para detenerla de acuerdo con sus performances en la longitud de pista disponible, y a la decisión operativa del piloto al mando de efectuar el vuelo en una situación marginal. Como factores concurrentes a la destrucción de la aeronave se consideran el estado de la franja de seguridad y el inadecuado empleo de los medios contra incendio disponibles.
Fotos del accidente: 
- Anexo:Aeropuertos de Argentina